# 데치모푸추
데치모푸추(Decimoputzu, 사르데냐어: Deximuputzu 또는 Deximu de Putzu)는 이탈리아 사르데냐 주에 있는 수드사르데냐도의 코무네로, 인구는 약 4,000명이며 칼리아리에서 북서쪽으로 약 20 킬로미터 (12 mi) 떨어져 있다.
데치모푸추는 다음 지방 자치체와 접해 있다: 데시모마누, 실리콰, 발레르모사, 빌라소르, 빌라스페치오사.

## 같이 보기
- 카스텔두 데 파나리스
- 산티록시 동굴